# Die Verträge (EUV/AEUV)
Die Bezeichnung die Verträge ist ein durch den Vertrag von Lissabon eingeführter Klammerbegriff für den Vertrag über die Europäische Union (EUV) und den Vertrag über die Arbeitsweise der Europäischen Union (AEUV) als rechtliche und funktionale Einheit. Die beiden Vertragswerke bilden zusammen die rechtliche Grundlage der Europäischen Union.
Beide Verträge sind „rechtlich gleichrangig“ und „bilden zusammen die einheitliche und einzige Rechtspersönlichkeit der neuen EU“. Der Begriff wird in einer Vielzahl von Bestimmungen verwendet.
Entsprechend längerer Tradition werden beide Verträge auch als Gründungsverträge bezeichnet.

## EUV und AEUV im Überblick
Der EUV beinhaltet Grundlagenbestimmungen zu Zielen, Werten, Ermächtigungen, Zuständigkeit, Fundamentalprinzipien und Organen der EU und ist dabei recht kurz gehalten. Der AEUV enthält dagegen institutionelle (Organe, Verfahren) und materielle (Zuständigkeiten/Kompetenzen) Ausführungsbestimmungen zur konkreten Umsetzung der EU-Politiken, vgl. auch den Wortlaut von Art 1 I AEUV (siehe unten).
Der EUV ähnelt Teil I (Art. I-1 bis I-60) des EU-Verfassungsvertrages, der AEUV dem Teil III (Art. III-115 bis III-436) des EU-Verfassungsvertrages. Das neue Vertragswerk gilt auch als sog. „verschleierte Verfassung“.

## Aufbau der Verträge

### Aufbau des EUV
- Präambel
- Gemeinsame Bestimmungen (Art. 1–8)
- Bestimmungen über die demokratischen Grundsätze (Art. 9–12)
- Bestimmungen über die Organe (Art. 13–19)
- Bestimmungen über eine verstärkte Zusammenarbeit (Art. 20)
- Allgemeine Bestimmungen über das auswärtige Handeln der Union und besondere Bestimmungen über die gemeinsame Außen- und Sicherheitspolitik (Art. 21–46)
- Schlussbestimmungen (Art. 47–55)

### Aufbau des AEUV
Gemäß Art. 1 I AEUV regelt dieser Vertrag „die Arbeitsweise der Union und legt die Bereiche, die Abgrenzung und die Einzelheiten der Ausübung ihrer Zuständigkeiten fest.“
- Präambel
- Grundsätze (Art. 1)
- Nichtdiskriminierung und Unionsbürgerschaft (Art. 18–25)
- Die internen Politiken und Maßnahmen der Union (Art. 26–197)
- Die Assoziierung der Überseeischen Länder und Hoheitsgebiete (Art. 198–204)
- Das auswärtige Handeln der Union  (Art. 205–222)
- Institutionelle Bestimmungen und Finanzvorschriften (Art. 223–334)
- Allgemeine Schlussbestimmungen (Art. 335–358)

## Anlagen zu EUV/AEUV
Den Verträgen als funktionale Einheit sind 37 Protokolle und 2 Anhänge beigefügt, die nach Art. 51 EUV „Bestandteil der Verträge“ sind, sowie 65 Erklärungen, um Einzelheiten zu ergänzen, ohne Bestandteil des Rechtstextes zu sein. Das gilt nach Art. 51 EUV ebenfalls für die beiden Anhänge zu Art. 38 AEUV (Anhang I) und zu der Aufstellung über die Überseeischen Ländern und Hoheitsgebiete, auf welche der Vierte Teil des AEUV Anwendung findet (Anhang II). 
Ferner ist die Charta der Grundrechte der Europäischen Union den Verträgen beigefügt. Die Verträge und die Charta der Grundrechte sind ebenfalls „rechtlich gleichrangig“.
Die Erklärungen der Schlussakten, sei es die der Gründungs- und/oder Revisionsverträge oder die der Beitrittsverträge, gehören nicht zu den Verträgen; ihnen wird jegliche Primärrechtsqualität abgesprochen.